# Isabelle Cornish

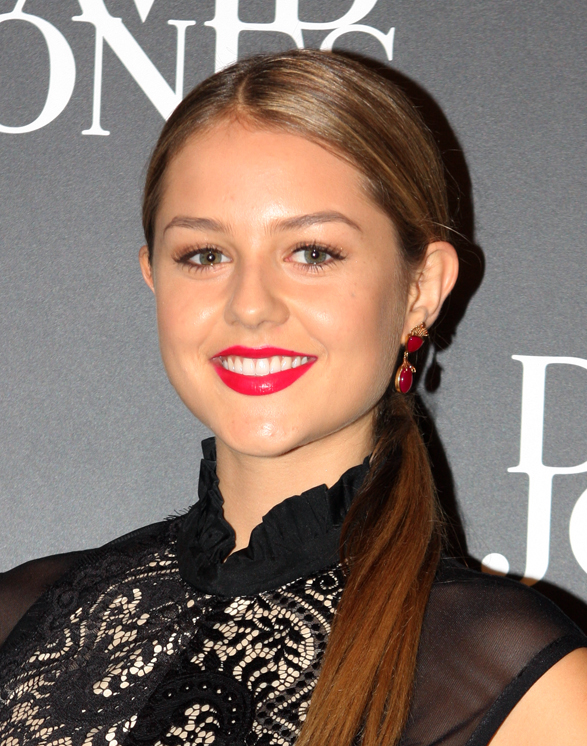
Isabelle Cornish 2013.

Isabelle Cornish, född den 22 juli 1994 i Lochinvar i New South Wales, är en australisk skådespelare och fotomodell. Hon medverkade 2012 i sex avsnitt av megaserien Home and Away samt 2012–2014 i australiska TV-serien Puberty Blues. Hennes 12 år äldre syster är skådespelaren Abbie Cornish.